# Charlots Connection
Pour plus de détails, voir Fiche technique et Distribution.
Charlots Connection est un film français de Jean Couturier sorti en 1984, coproduit par Christian Ardan et Edgar Oppenheimer.

## Synopsis
Trois copains au chômage deviennent, malgré eux, les hommes de main d'un racketteur et sont entraînés au beau milieu d'une guerre des gangs.

## Fiche technique
- Titre : Charlots Connection
- Réalisation : Jean Couturier, assisté d'Alain Nauroy
- Scénario : René Havard (scénario original), Richard Balducci (adaptation et dialogues)
- Costumes : Jeanne Lacoste
- Photographie : Daniel Gaudry	et Didier Tarot
- Montage : Raymonde Guyot
- Son : Raymond Adam
- Musique : Les Charlots et Roby Finhel
- Producteurs : Christian Ardan et Edgar Oppenheimer
- Pays :  France
- Format : Couleur - 1,66:1 - 35 mm - Son mono
- Genre : comédie
- Durée : 90 minutes
- Date de sortie : 
  - France - 8 février 1984
- Numéro de visa : 57312
- DVD Le 20 octobre 2005 chez One plus One

## Distribution
- Gérard Rinaldi : Gérard
- Gérard Filipelli : Phil
- Jean Sarrus : Jean
- Alexandra Stewart : Liane
- Henri Garcin : M. Marcaud
- Franck-Olivier Bonnet : Dominique
- Paulette Dubost : la blanchisseuse
- Jacqueline Doyen : la blanchisseuse
- Carole Lixon : Juliette
- Gérard Blanchard : le curé
- Dominique Lestournel : Bruno
- Liliane Coutanceau
- Pascale Rivault : Marie
- Ariane Monod
- Corinne Brodbeck
- Natacha Guinaudeau
- Brice Guinaudeau : le bébé
- Alexandra Lorska
- Jacques David : le directeur de l'hypermarché Continent
- Henri-Jacques Huet : le directeur du magasin de voitures
- Catherine Harnois
- Françoise Deldique
- Gilles Grouard
- Toshirô Suga : le patron du restaurant japonais
- Roger Trapp : M. Renaudin, l'imprimeur
- Marc Guérin
- Monique Carrère
- Fausto Constantino
- Gilbert Servien

## Autour du film
- Lors de la scène dans la salle de remise en forme, on peut entendre la chanson des Charlots L'Apérobic.
- Le chanteur Gérard Blanchard est présent, dans un petit rôle dans ce film, ou il joue le rôle d'un curé.